# Antoine Genton
Pour les articles homonymes, voir Genton.
Antoine Genton, né le 21 décembre 1978 à Nancy, est un journaliste français.

## Biographie
Né d'un père dirigeant d'entreprise dans le secteur agroalimentaire et d'une mère institutrice, Antoine Genton est l'aîné d'une famille de trois enfants. Il grandit entre Nancy, Paris et Reims.
Il est le cousin du producteur et chroniqueur de TPMP Guillaume Genton.
Après son bac, sa famille déménage à Guyancourt (Yvelines), il suit pendant 3 ans au Lycée La Bruyère (Versailles) les cours de Lettres supérieures et Première Supérieure (hypokhâgne et khâgne) préparant aux concours littéraires des Écoles Normales Supérieures. En 2001, il entre au Centre universitaire d'enseignement du journalisme (CUEJ) de Strasbourg, d'où il sort diplômé en 2003,.

## Carrière
Après des piges sur les ondes de France Bleu Alsace, entre 2001 et 2003, il commence à travailler pour France Info et France Inter.
De 2007 à 2012, il présente des journaux en matinale puis en soirée, sur Radio France internationale (RFI).
En septembre 2012, Antoine Genton arrive sur la chaîne d'informations en continu i-Télé. Il y présente les journaux télévisés du week-end, et divers programmes comme La Boucle de nuit, La grande édition, Info soir ou encore Intégrale weekend. 
À l'automne 2016, la chaîne i-Télé est touchée par la grève la plus longue d'un média audiovisuel privé. Au cours de ce conflit qui dure 31 jours, Antoine Genton est la figure la plus visible de la contestation, mis en avant par sa position de président de la société des journalistes d'i-Télé. Ses qualités de dialogue et de mesure sont reconnues par les deux parties.  En octobre 2016, il signe une tribune au nom de la Société des journalistes d’i-Télé pour demander la démission de Jean-Marc Morandini compte tenu qu'il est mis en examen  pour corruption de mineurs aggravée en déclarant « Notre métier impose une éthique, une déontologie et une forme d’exemplarité que le public nous réclame ». En novembre 2016, il annonce son départ de la chaîne. 
En janvier 2017, il s'associe au projet Explicite, nouveau média lancé avec une grande partie de ses collègues démissionnaires d'i-Télé.
En février 2017, il rejoint l'émission C l'hebdo, présentée par Anne-Élisabeth Lemoine, puis par Ali Baddou chaque samedi sur France 5. Il est présent aussi le vendredi dans l'émission C à vous et y fait quelques remplacements.
Pendant l'été 2017, il présente la matinale d'Europe 1 en semaine entre 6 h 30 et 9 h.
En août 2017, il rejoint YouBLive, première société de production à proposer des émissions 100% Live sur les réseaux sociaux.
Depuis l'été 2018, Antoine Genton revient à Radio France en présentant et produisant l'émission quotidienne de 18h à 19h sur France Culture, Du Grain à Moudre, lors des remplacements d'Hervé Gardette. 
Fin 2020, il quitte Radio France pour revenir sur la station Europe 1 : pour quelques mois, il devient le rédacteur en chef de l'émission Culture/Médias, animée par Philippe Vandel.  
À l'été 2021, il quitte définitivement Europe 1 pour devenir Adjoint à la direction de l'information de TV5 Monde, poste qu'il occupe depuis. Il continue de travailler en parallèle pour C l'hebdo, jusqu'en juin 2023.

## Filmographie
- 2016 : Baron noir (saison 1 - épisode 2) : lui-même
- 2021: Un si grand soleil (saison 1, épisode 17) : Alex le jogger suspect